# يويامي دوري تانكنتاي
يويامي دوري تانكنتاي (باليابانية: 夕闇通り探検隊)، هي لعبة فيديو يابانية من نوع رعب البقاء، وهي من تطوير ونشر سبايك، صدرت اللعبة في الأسواق اليابانية سنة 1999، وتعمل حصراً لمنصة بلاي ستيشن.